# تنگ‌اندری
تنگ‌اندری، روستایی از توابع بخش مرکزی شهرستان ایذه در استان خوزستان ایران است.

## جمعیت
این روستا در دهستان هلایجان قرار دارد و براساس سرشماری مرکز آمار ایران در سال ۱۳۸۵، جمعیت آن ۷۰ نفر (۱۲خانوار) بوده‌است.